# Атаяльский язык
Атаяльский язык (атаял, таял) — язык народа атаял на Тайване, принадлежит к тайваньским языкам австронезийской семьи. Два главных диалекта языка — скъуликъ (squliq) и ц’ули’ (c’uli’) (или ц’оле’ — c’ole’).
На 2009 год опубликованы «Атаяльско-английский словарь» Сёрена Эгерода и несколько грамматик атаяльского. В 2002 был напечатан перевод Библии на атаяльский. Оцифрованы учебники, созданы обучающие сайты, позволяющие бесплатно изучать атаяльский и другие языки коренных народов Тайваня онлайн.

## Фонология
Атаяльская фонетическая система включает 19 согласных, 6 гласных и 6 дифтонгов . Ударение в атаяльском языке, как правило, падает на последний слог.

### Гласные
|         | Передние    | Центральные | Задние      |
| ------- | ----------- | ----------- | ----------- |
| Верхние | i ii [i iː] |             | u uu [u uː] |
| Средние | e [e]       | ə [ə]       | o [o]       |
| Нижние  |             | a [a]       |             |

### Согласные[2]
|             |             | Губно-губные | Зубные | Альвеолярные | Альвеолярные | Велярные | Увулярные | Глоттальные |
| ----------- | ----------- | ------------ | ------ | ------------ | ------------ | -------- | --------- | ----------- |
| Центральные | Боковые     | Губно-губные | Зубные |              |              | Велярные | Увулярные | Глоттальные |
| Взрывные    | Взрывные    | p [p]        |        | t [t]        |              | k [k]    | q [q]     | ' [ʔ]       |
| Фрикативные | Глухие      |              |        | s [s]        |              | x [x]    |           | h [h]       |
| Фрикативные | Звонкие     | b [β]        |        | z [z]        |              |          | g [ɣ]     |             |
| Аффрикаты   | Аффрикаты   |              |        | c [ʦ]        |              |          |           |             |
| Носовые     | Носовые     | m [m]        |        | n [n]        |              | ng [ŋ]   |           |             |
| Одноударные | Одноударные |              | r [r]  |              | l [l]        |          |           |             |
| Полугласные | Полугласные | w [w]        |        |              |              | y [j]    |           |             |

Стандартная орфография для языка была установлена правительством Тайваня в 2005 году. В письменной форме ⟨ng⟩ обозначает велярный носовой /ŋ/, а апостроф ⟨'⟩ обозначает гортанную смычку.

## Письменность
Для записи атаяльского используется латинский алфавит, содержащий 24 знака: A B C E G H I K L M N O P Q R S T U W X Y Z ’ Ŋ (ng).

## Примеры фраз[6]
- Ima lalu-su?  /Как твое(ваше) имя?/
- lokah-su ga? /Как у тебя(вас) дела?/
- mhway-su balay. /Большое спасибо./
- ptngi-ta klama, lokah hi tala. /Если позавтракать, то будет много сил./
- k'nhriq kmmu qu ryax. /Надо экономить время./
- musa su inu? /Куда ты идёшь?/
- nanu cyux su kyalun? /Что ты говоришь?/
- nanu qani hiya? /Что это тут?/
- nanu qasa hiya? /Что это там?/